# Leyla Lydia Tuğutlu
Leyla Lydia Tuğutlu (Berlino, 29 ottobre 1989) è un'attrice e modella turca, è stata eletta Miss Turchia 2008.

## Biografia
Leyla Lydia Tuğutlu è nata da madre tedesca e padre turco a Berlino, ma ha frequentato le scuole elementari in Turchia, dove si è diplomata alla Behiye Dr. Nevhiz Işıl Anatolian High School. All'età di sei anni ha iniziato le lezioni di pianoforte, successivamente ha frequentato l'accademia di musica e ha studiato violino al conservatorio per cinque anni, lavorando nel frattempo come modella. Attualmente è iscritta al corso di filologia germanica presso l'Università di Istanbul. Parla turco, inglese e tedesco.

### Carriera di modella
Tuğutlu ha mosso i primi passi nel mondo della moda durante gli anni del conservatorio, lavorando per un'agenzia: l'esperienza le ha fatto scoprire la passione per le sfilate e la moda. Nel 2005 è stata incoronata "Miglior modella della Turchia", mentre nel 2006 ha vinto il premio “International Princess” al concorso Miss Tourism Queen International in Cina; un anno dopo ha ricevuto il premio "Oscar TV fashion" come miglior modella promettente.
Eletta Miss Turchia il 27 marzo 2008, fu incoronata vincitrice da Paris Hilton, membro della giuria del concorso. Successivamente ha rappresentato il suo paese durante il concorso di Miss Mondo.

### Carriera di attrice
Nel 2008 Tuğutlu ha debuttato come attrice nella serie televisiva Es-Es nel ruolo di Irem. Sempre in ambito televisivo ha interpretato Melis nella serie Kirli Beyaz (2010-2011) e Söngül Kara in Kiralık Aşk (2015-2017). 
Il primo ruolo cinematografico è arrivato con il film Icimdeki Ses (2013) accanto a Engin Günaydin come co-protagonista. Da allora ha alternato la carriera attoriale tra televisione e cinema: nel 2015 ha recitato con Çagatay Ulusoy nel film Delibal, nel 2016 ha interpretato Pelin nella serie Sweet Revenge, mentre nel 2017 è tornata nel cinema con il ruolo di Derin Mirkelamoglu in Bu Şehir Arkandan Gelecek (Heart of the city) accanto a Kerem Bürsin.
Attualmente interpreta Elçİn Hatun nella serie epica Uyanış: Büyük Selçuklu in onda su TRT1.

## Filmografia

### Cinema
- Günce, regia di G. Mete Sener, Kemal Uzun (2013)
- Içimdeki Ses, regia di Çağrı Bayrak (2014)
- Delibal, regia di Ali Bilgin (2015)
- Cebimdeki Yabanci, regia di Serra Yilmaz (2018)

### Televisione
- Es-Es – serie TV, 21 episodi (2009)
- Kirli Beyaz – serie TV, (2010)
- Karadayi – serie TV, 115 episodi (2012-2015)
- Kiralık Aşk – serie TV, 17 episodi (2015-2017)
- Sweet Revenge (Tatli Intikam) – serie TV, 30 episodi (2016)
- Bu Şehir Arkandan Gelecek – serie TV, 20 episodi (2017)
- Kizim – serie TV, 34 episodi (2018-2019)
- Uyanis: Büyük Selcuklu – serie TV, 16 episodi (2020-2021)

### Spot pubblicitari[7]
- Veet (2017)
- Bosch (2020)

## Premi e riconoscimenti
6° Ayaklı Gazete TV Star Award
- 2016 – Candidatura alla Migliore attrice televisiva giovanile in Kiralık Aşk

3° Elele and Avon Women's Awards (Elele Avon Kadın Ödülleri)
- 2017 – Candidatura all'Attrice dell'anno per Sweet Revenge

7° KTÜ Media Award (KTÜ Medya Ödülleri)
- 2016 – Candidatura alla Migliore attrice esordiente in Kiralık Aşk

Pantene Golden Butterfly Awards
- 2016 – Miglior coppia televisiva con Furkan Andıç per Sweet Revenge
- 2016 – Migliore attrice in una serie commedia per Sweet Revenge
- 2017 – Candidatura alla Migliore attrice per Bu Şehir Arkandan Gelecek